# Heilig Hartkerk (Schoten)

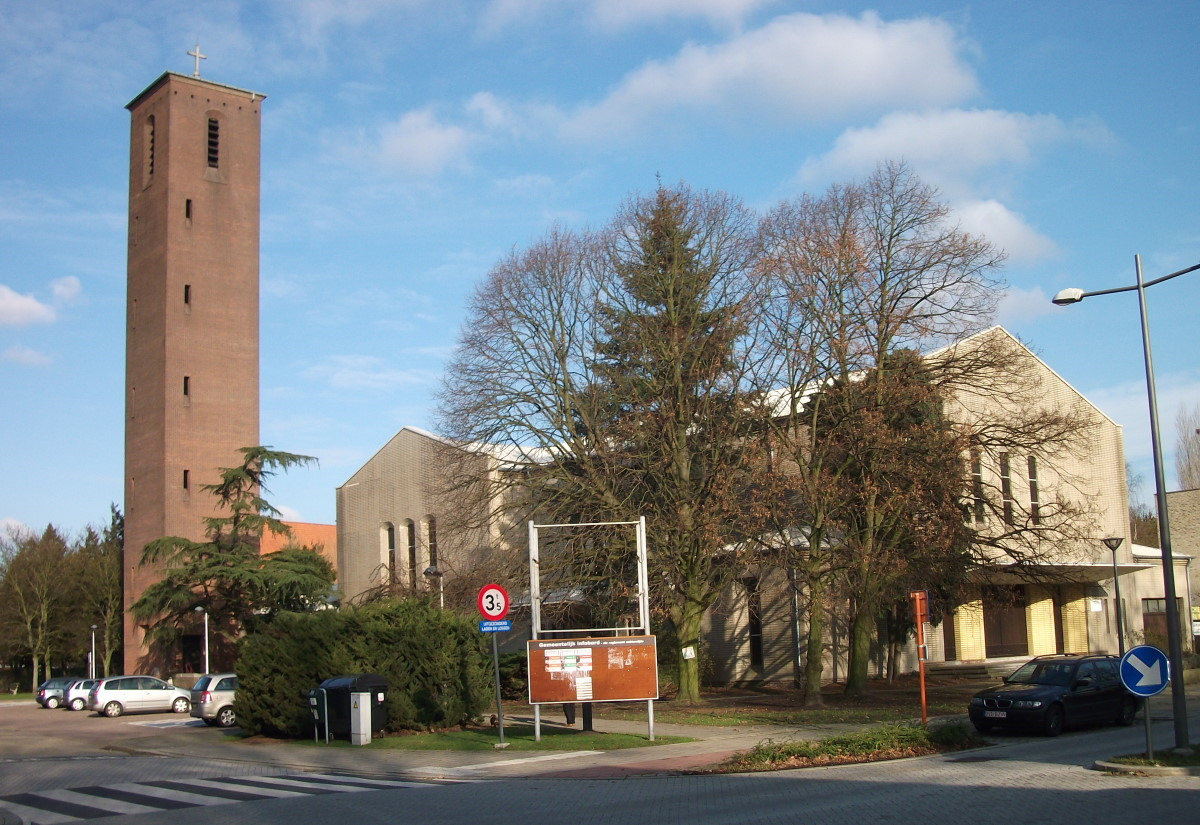
Heilig Hartkerk

De Heilig Hartkerk is een kerkgebouw in de Antwerpse plaats Schoten, gelegen aan de Deuzeldlaan 122.

## Geschiedenis
In 1897 werd in de Schotense wijk Deuzeld een parochie opgericht. In hetzelfde jaar werd in de Kruiningenstraat een kerk ingewijd. Het was een eenvoudig gebouwtje onder zadeldak, met een dakruitertje boven de voorgevel. De inventaris kwam voornamelijk voort uit giften van de bevolking. Onder meer de glas-in-loodramen werden vernield tijdens een bombardement in 1944.
Ondertussen bestonden er sinds 1933 al plannen voor de bouw van een nieuwe kerk. Vanwege de Tweede Wereldoorlog en andere tegenslagen kwam deze kerk pas in 1961 gereed. De architecten waren Viktor Maeremans en Frans Laporta. De oude kerk werd deels gesloopt en verbouwd tot sporthal. Deze werd bekend onder de naam De Verfkerk.